# Расовые беспорядки в Талсе
Расовые беспорядки в Талсе (также Резня в Талсе, Погром в Талсе (30 мая — 1 июня 1921 года) — нападение белых на «чёрные» кварталы Талсы, штат Оклахома, США.
Погром в Талсе считается одним из крупнейших случаев расового насилия в истории Соединённых Штатов. Были разрушены более 35 кварталов Гринвуда — самого богатого в то время «чёрного» района в США.
В больницы попало более 800 человек; более 6 000 афроамериканцев были арестованы. По оценке американского Красного креста зафиксировано 350 погибших.

## История
Беспорядки начались 30 мая. Поводом к беспорядкам стало обвинение 19-летнего чернокожего чистильщика обуви Дика Роуленда (Dick Rowland) в нападении на 17-летнюю белую лифтёршу Сару Пейдж (Sarah Page). Городской шериф Уиллард Маккалоу вызвал белого детектива Генри Кармайкл, который вместе с чёрным полисменом Генри Пэком задержали Роулэнда и отвезли в городскую тюрьму Талсы, а затем — в изолятор на верхнем этаже здания суда. После того, как Роуленд был взят под стражу, у афроамериканцев возникло опасение, что его линчуют, к чему откровенно призывала городская газета «Талса Трибюн». Вооружённая толпа белых, среди которых было немало членов Ку-Клукс-Клана, 31 мая собралась у здания тюрьмы. Однако помимо полицейских, тюрьму взяли под охрану 85 местных чернокожих ветеранов Первой мировой войны с револьверами и охотничьими ружьями. Ополченцы заявили, что не допустят расправы с Роулендом. Началась перестрелка, в которой погибло 12 человек: десять белых и двое афроамериканцев.
Как только эта новость распространилась по городу, начался погром афроамериканских кварталов в Гринвуде. Ночью и на следующий день 1 июня тысячи белых громили, сжигали и грабили магазины и дома. На улицах Гринвуда завязались перестрелки. Афроамериканцы упорно отстреливались из окон, с чердаков и с крыш домов, нанося потери атакующим. Переломить ситуацию белым помогло применение аэропланов. На городском аэродроме находились от 8 до 12 двухместных учебно-спортивных бипланов Кёртисс JN-4 «Дженни», принадлежавших местной организации Ку-Клукс-Клана и городской почтово-транспортной авиакомпании. Они были захвачены. Среди клансменов нашлись люди с лётной подготовкой, поэтому уже в 9 часов утра начались воздушные бомбардировки Гринвуда. На кварталы чернокожих посыпались связки динамитных и тротиловых шашек, а также самодельные зажигательные бомбы, от которых по всему району вспыхнули пожары. Поскольку бой продолжался, их никто не тушил и уже через полчаса целые улицы деревянных коттеджей были охвачены пламенем. Гринвуд выгорел подчистую.
Около 10 тыс. афроамериканцев потеряли дома и имущество. Ущерб составил более $2 млн ($31 млн в 2018).
Около полудня в город прибыл спешно вызванный шерифом отряд национальной гвардии численностью 110 человек с пулемётом. Но его командир предпочёл не вмешиваться в происходящее, ограничившись охраной нескольких крупных общественных зданий за пределами Гринвуда, в которых обитатели гетто, бежавшие от погромщиков, могли найти укрытие. Благодаря этому было спасено более 6 тысяч человек, преимущественно — женщин, стариков и детей.
Количество погибших, первоначально оценённое в 77 человек, в дальнейшем выросло до 350 (официальная оценка американского Красного креста), из них порядка полусотни погромщиков, остальные — чернокожие. Ранения и ожоги получили не менее 800 человек. Полностью сгорели 1256 жилых, коммерческих и муниципальных зданий, то есть, фактически все постройки Гринвуда.
Расследование завершилось довольно быстро, возложив всю вину на чернокожих, которые якобы напали на белых «активистов» и сами спровоцировали погром. Однако при этом никто из арестованных защитников Гринвуда не был осуждён. Судов вообще не было, всех задержанных просто отпустили, в том числе Роуленда, с которого сняли обвинение в изнасиловании. Судебные иски по поводу материальных потерь отклонены. Страховые компании не выплатили пострадавшим ни цента.
Шериф Уиллард Маккалоу продолжал работать на прежней должности и только публично сожалел, что не застрелил первых троих погромщиков на месте. Дик Роулэнд с семьёй навсегда покинул Талсу. Большинство чернокожих также покинули город. Гринвуд был восстановлен в течение нескольких лет, но уже никогда не знал прежнего благополучия. Район исчез уже в 1960-е годы.
Вопрос об увековечивании памяти жертв погрома и выплате компенсаций ещё живым пострадавшим и их потомкам подняли только в 90-е годы. Первая книга об этой драме вышла лишь в 1992 году. Мемориал погибшим открыт только в 2010 году. Экспозиция о погроме также создана и в Музее еврейского искусства Шервина Миллера.

## Образ в культуре и искусстве
- В американском драматическом сериале «Хранители» (англ. Watchmen) сюжет связан с событиями в Талсе в 1921 году.
- В американском драматическом телесериале «Страна Лавкрафта» история семьи главного героя связана с событиями в Талсе.
- Исторический роман «Ангел Гринвуда» писательницы Рэнди Пинк[12].
- Беспорядки в Талсе упоминаются в фильме режиссёра Мартина Скорсезе «Убийцы цветочной луны».